# 白澤加奈惠
白澤加奈惠（白沢かなえ，7月18日— ）是居住在日本的女性聲優和偶像，是虚拟声优偶像团体22/7的成員。

## 簡歷
- 2016年
  - 12月24日 - 在 22/7 的 10,325 名申請人中通過了最終的試鏡[2]。試鏡時的編號為 22 號 [4] 。
- 2017年
  - 3月2日 - 因 22/7 並不會公布成員本名及年齡，於是在SHOWROOM直播「私たちの名付け親になってください」中向大眾募集藝名[5] 。
  - 3月4日 - 在成員名稱發表的 SHOWROOM 直播中，公布名稱定為「白澤加奈惠」。在此之前則皆以「十八般武藝醬（おはこちゃん）」稱呼之[6]。
  - 5月10日 - 在角色決定的 SHOWROOM 直播中[7]正式公布擔任 22/7 角色丸山茜的聲優。與此同時，也是第一次在公開場合露臉。
  - 9月20日 - 22/7 的第一首單曲「僕は存在していなかった」正式亮相。
- 2018年
  - 7月7日 - 作為丸山茜的聲優出演的節目《22/7計算中》開始放送。
  - 11月12日 - 作為虛擬YouTuber丸山茜首次亮相[8]

## 人物
昵称是「加奈惠（かなえる）」。因為對偶像感到憧憬而參加試鏡，是欅坂46成員土生瑞穗的粉丝 。
興趣包含料理、蒐集廚具、觀賞遊戲實況 。專長是裁縫和临摹 。因為料理時能心無旁鶩的專心一意，並且不受周遭打擾，因此對於料理很感興趣。

## 演出作品

### 电视动画
- 跳水男孩 (2017，女高中生[1] ) ※以ひのひかり的名義
- BEASTARS  (2019，女学生)
- 22/7 (2020，丸山茜[10] )

### 電視節目
- 22/7 計算中（2018年7月7日—2019年12月28日）— 丸山茜
- 22/7 計算中 第二季（2020年4月4日—2021年1月1日）— 丸山茜
- 22/7 檢算中（2021年1月9日—3月27日）— 白澤加奈惠
- 22/7 計算中 第3季（2021年4月3日—）— 丸山茜

### 舞台劇
- サイキック学園～青春超能力バトル～（2021年5月12日-16日，SPACE ZERO（日语：スペース・ゼロ））- ヒロイン・吉祥寺あけみ[11]

### 廣播
- 22/7 除不盡的廣播（2017年4月23日-2018年7月1日，超！A&G+ )-不定期[12]
- 22/7 除不盡的廣播+（2020 年 7 月 4 日-，超！A&G+)-不定期

### 游戏
- 22/7 音樂的時間 (丸山茜[13] )

### 其他
- 22/7 （丸山茜）